# Racomitrium afoninae
Racomitrium afoninae är en bladmossart som beskrevs av Arne Arnfinn Frisvoll 1988. Racomitrium afoninae ingår i släktet raggmossor, och familjen Grimmiaceae. Inga underarter finns listade i Catalogue of Life.